# Stadium Jean-Pellez
Pour les articles homonymes, voir Stadium.
Le Stadium Jean-Pellez est un stade couvert d'athlétisme de 6 462 m2 situé dans l'agglomération de Clermont-Ferrand. Il se trouve au 44, boulevard Pasteur à Aubière, sur le campus des Cézeaux. Il a été inauguré le 28 septembre 2002 par Serge Godard, maire de Clermont-Ferrand. Ce stade couvert a accueilli plusieurs fois les Championnats de France d'athlétisme en salle.

## Histoire
Le stadium est nommé en l'honneur de Jean Pellez, sportif auvergnat né en 1939 à Valenciennes et décédé en septembre 1998, ayant disputé plusieurs compétitions dont le 800 mètres en 1963.
Le perchiste Renaud Lavillenie ex-recordman du monde s'y entraine.
Il accueille à l'année le Pôle France Perche,.
Le 16 janvier 2021, le burkinabé Hugues Fabrice Zango bat le record du monde en salle du triple saut avec une marque à 18,07 m au Stadium,. Il devient le premier à passer la barre des 18 m en salle. L'ancienne marque, détenue par son entraîneur Teddy Tamgho était de 17,92 m et datait de 2011. En raison de la pandémie de Covid-19, le meeting s'est déroulé à huis clos.
Le stadium doit, s'il veut refaire venir les Championnats de France d'athlétisme en salle en 2023 alors absente depuis 2017, refaire ses infrastructures.

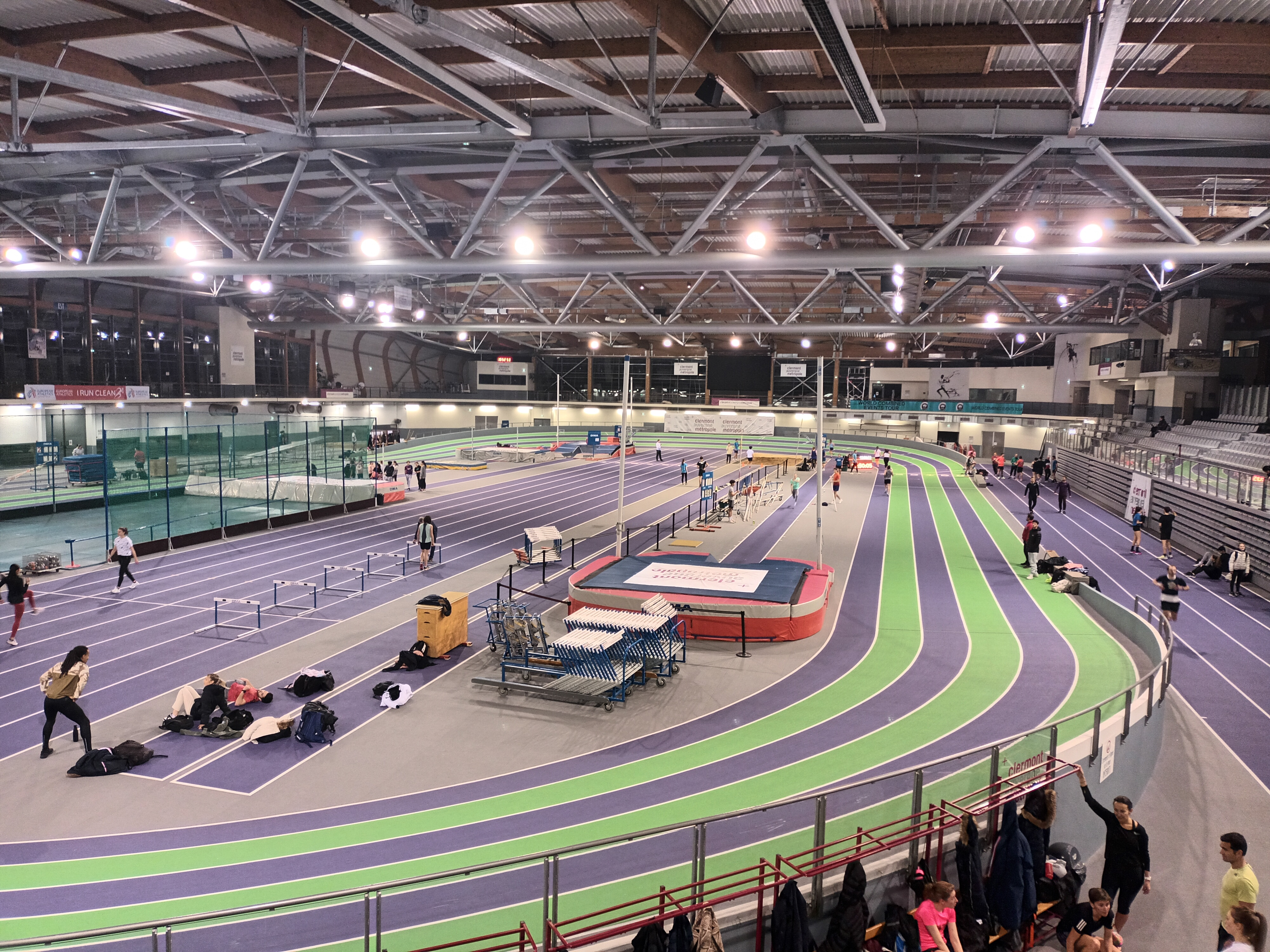
Vue de la nouvelle piste depuis les coursives

Ainsi, en novembre 2022, après 20 ans, la surface sportive, avant de couleurs grise, orange et verte en tartan synthétique se retrouve maintenant en Mondotrack (en) grise, verte et violette et les gradins dont les sièges étaient auparavant multi-couleurs se parent désormais de gris. 
Le chantier, débuté durant l'été 2022 verra son résultat homologué en novembre 2022 après une dépense d'1,1 million d'euros. Toutefois, l'homologation se fera avec un peu de retard forçant le Meeting de l'Allier originellement prévu le 13 novembre 2022 à se reporter au 3 décembre 2022.

## Structure
Les 4 000 m2 abritent :
- une piste d'échauffement de 300 m
- une piste d'athlétisme elliptique de 200 m (6 couloirs)
- une piste d'athlétisme vitesse de 60 m avec haies (8 couloirs)
- une aire de lancer de poids,
- deux sautoirs de saut en hauteur,
- trois sautoirs de en longueur et triple saut
- trois sautoirs de saut à la perche

Mais le stadium abrite également sauna, salle de musculation, salle de repos/kinésithérapie, vestiaire, infirmerie, salle antidopage et salle de réunion/réception.

## Caractéristiques
Il accueille des compétitions d'athlétisme aux échelles régionales, nationales, voire mondiales, dont les Championnats de France d'athlétisme en salle.
D'autres sports sont pratiqués comme la gymnastique ou l'escrime.

## Compétitions accueillies
Le stadium accueille chaque année durant 2 jours du mois de janvier le meeting international du X-Athletics, une compétition d'épreuves combinées et ce depuis 2018 sans interruption.

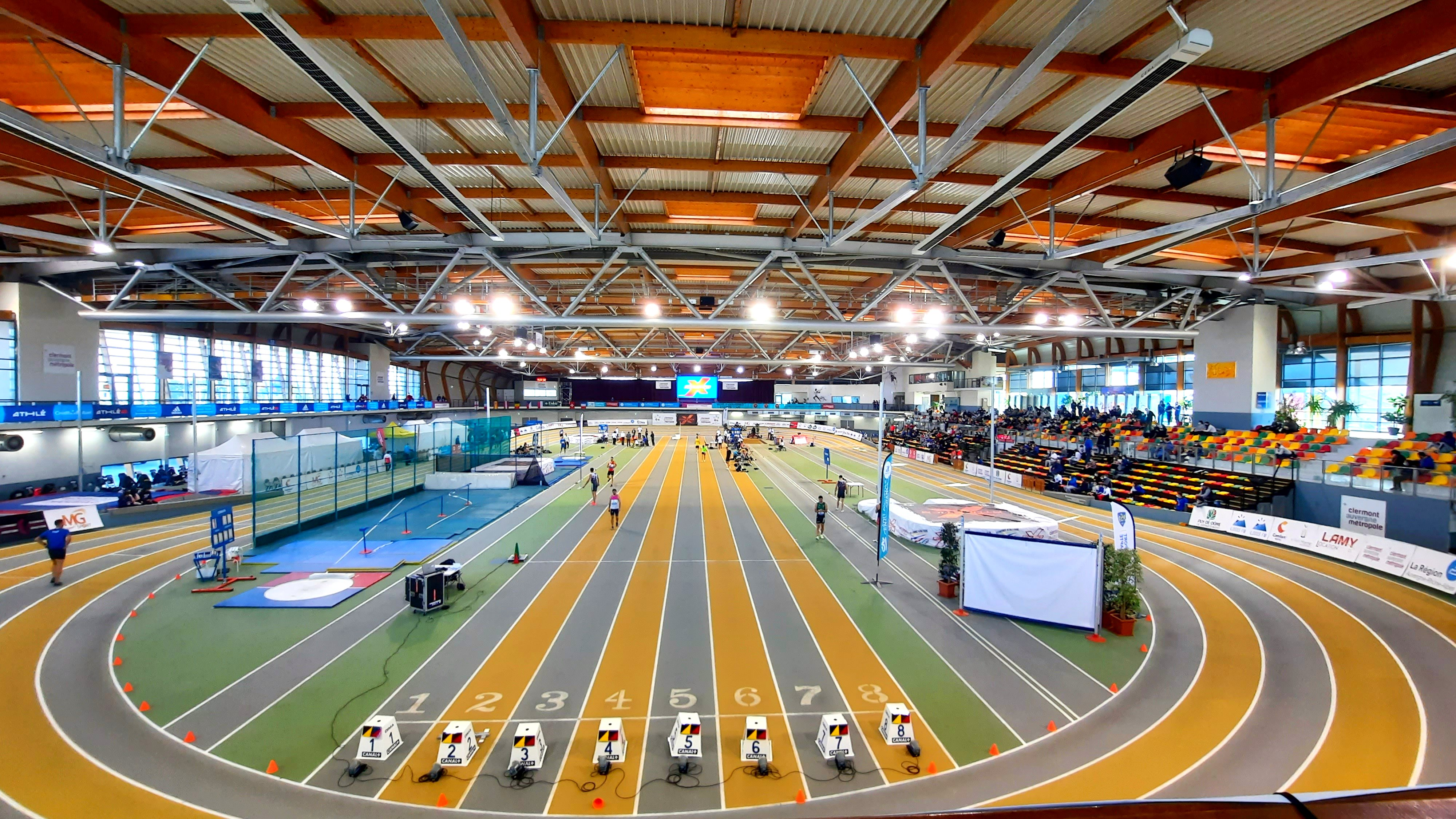
Stadium Jean-Pellez X-Athletics 2022

Il accueille le Capitale Perche de 2010 à 2012.
Le site a accueilli 10 fois les Championnats de France d'athlétisme en salle et ce en 2003, 2004, 2006, 2007, 2011, 2012, 2013, 2015, 2016 et 2023.
Il accueille les Championnats du Monde Master de 2008.
En 2018, il accueille les Championnats de France UNSS de Gymnastique,.
En 2018 ainsi qu'en 2025, il accueille les Championnats de France Handisport,.
Il accueille le All Star Perche 2021, à huis clos. Ce fut la première et unique fois que le meeting ne se déroule pas à la Maison des Sports de Clermont-Ferrand et ce à cause de la pandémie de Covid-19.

## Chiffres
- Son taux d’occupation atteint 97 % soit le plus élevé des stades couverts français[3].
- Capacité de 2 612 places assises et quelques centaines en coursives[2].

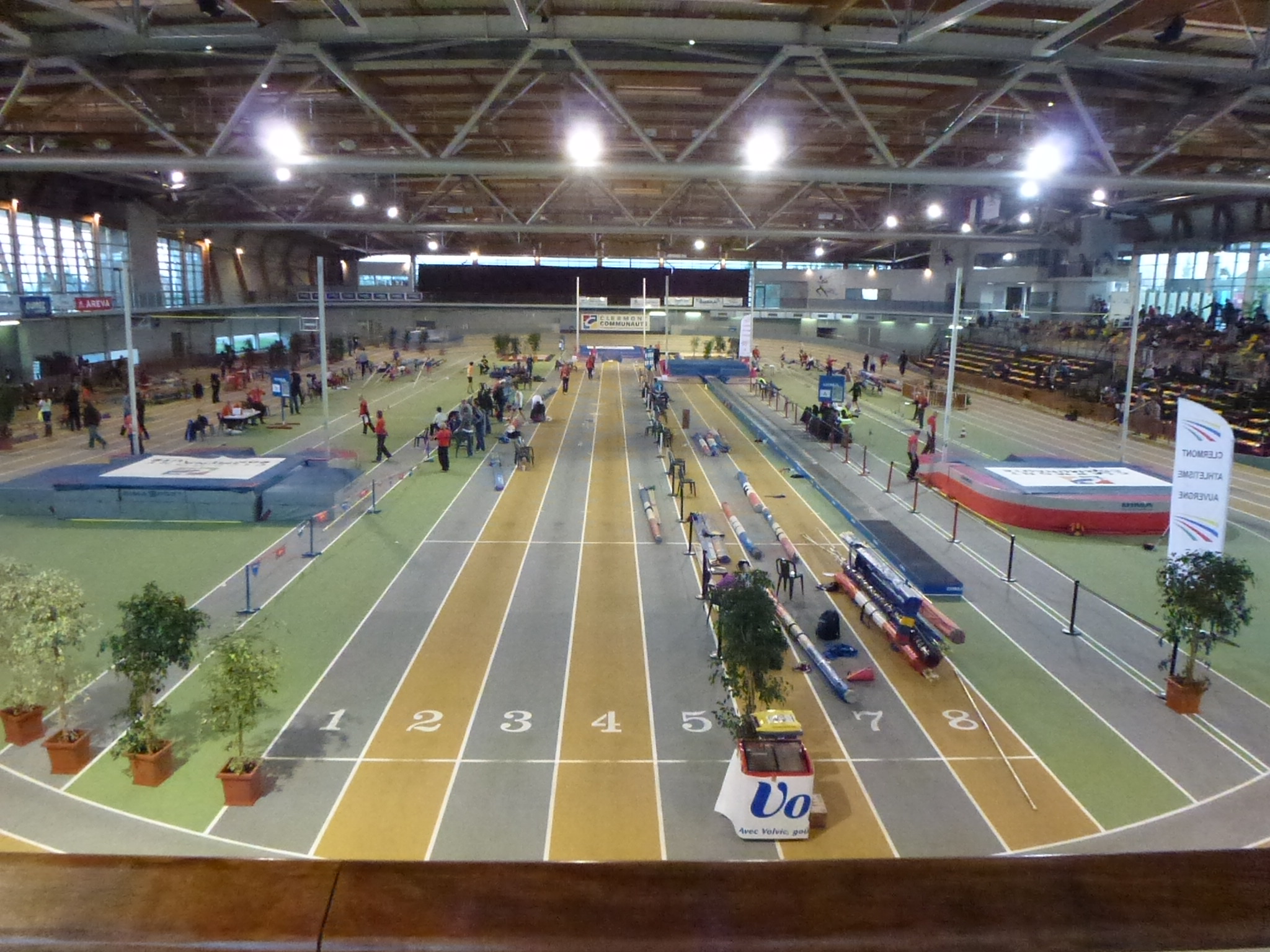
Le Stadium Jean-Pellez lors du meeting Capitale Perche du Perche Élite Tour le 14 janvier 2012.